# 44-та гвардійська гарматна артилерійська бригада (СРСР)
44-та гвардійська гарматна артилерійська Одеська Червонопрапорна ордена Богдана Хмельницького 2 ступеня бригада — військове з'єднання збройних сил СРСР у Другій світовій війні, що брала участь в боях за Ростов, Донбас, Харків, Сталінград, Яссько-Кишинівській та Берлінській наступальній операції, звільняла Миколаїв та Одесу.
Входила до складу 5-ї ударної армії під командуванням Берзаріна Миколи Ерастовича.
На озброєнні бригади стояли 152-мм гармати-гаубиці МЛ-20. 

## Історія
44-та гвардійська гарматна артилерійська Одеська Червонопрапорна ордена Богдана Хмельницького 2 ступеня бригада сформована на базі 839 орад, 110 гв. і 1162 гап.
В травні 1944 року 110-й гвардійський армійський гарматний артилерійський Одеський полк був направлений на укомплектування 44-ї гвардійської гарматної артилерійської Одеської бригади.
На початку вересня 1944 року армія була виведена в резерв Ставки ВГК, передислокована в район Ковеля і 30 жовтня включена до складу 1-го Білоруського фронту. 

## Підпорядкування
| Дата            | Фронт (округ)                | Армія             | Корпус | Дивізія                  | Примітка |
| --------------- | ---------------------------- | ----------------- | ------ | ------------------------ | -------- |
| 01.02.1943 року | Московський військовий округ | -                 | -      | 15 артилерійська дивізія | [ 1 ]    |
| 01.03.1943 року | Північно-Західний фронт      | 27-ма армія       | -      | 15 артилерійська дивізія |          |
| 01.04.1943 року | Брянський фронт              | -                 | -      | 15 артилерійська дивізія |          |
| 01.02.1944 року | Білоруський фронт            | 65-та армія       | -      | 15 артилерійська дивізія | [ 2 ]    |
| 01.10.1944 року | Резерв Ставки ВГК            | 5-та ударна армія | -      | -                        | [ 3 ]    |
| 01.02.1945 року | 2-й Білоруський фронт        | 3-тя армія        | -      | -                        | [ 4 ]    |
| 01.05.1945 року | 1-й Білоруський фронт        | 3-тя армія        | -      | -                        | [ 5 ]    |